# Яворник (Ідрія)
Яворнік (словен. Javornik) — невелике розсіяне поселення на схилах пагорба з такою ж назвою на південь від Чрні Врх, в общині Ідрія, Регіон Горишка,  Словенія. Висота над рівнем моря: 1139,9 м. Його віддаленість і велика висота призвели до того, що місцеві жителі відмовилися від своїх ферм і нині немає постійних жителів в селі.